# Voluntari
Voluntari est une ville de la banlieue nord de Bucarest en  Roumanie ayant en 2011 une population de 42 944 habitants.

## Démographie
Lors du recensement de 2011, 84,15 % de la population se déclarent roumains et 1,16 % comme roms (3,4 % déclarent une autre appartenance ethnique et 11,27 % ne déclarent pas d'appartenance ethnique).

## Politique
| Parti | Parti                                      | Sièges |
| ----- | ------------------------------------------ | ------ |
|       | Parti social-démocrate (PSD)               | 13     |
|       | Parti national libéral (PNL)               | 3      |
|       | Alliance des libéraux et démocrates (ALDE) | 2      |
|       | Parti Mouvement populaire (PMP)            | 1      |